# Limenária (ort i Grekland, Östra Makedonien och Thrakien)
Limenária (Limenaria) är en ort i Grekland.   Den ligger i prefekturen Nomós Kaválas och regionen Östra Makedonien och Thrakien, i den nordöstra delen av landet, 300 km norr om huvudstaden Aten. Limenária ligger 17 meter över havet och antalet invånare är 2 471. Den ligger på ön Thassos.
Terrängen runt Limenária är kuperad åt nordost, men västerut är den platt. Havet är nära Limenária åt sydväst.  Limenária är det största samhället i trakten. 